# Anamesia douglasi
Anamesia douglasi är en kackerlacksart som beskrevs av Karlis Princis 1954. Anamesia douglasi ingår i släktet Anamesia och familjen storkackerlackor. Inga underarter finns listade i Catalogue of Life.